# OmaSP Stadion
OmaSP Stadion (také známý jako Seinäjoki Football Stadium) je fotbalový stadion ve městě Seinäjoki, ve Finsku. Domácí zápasy zde hraje tým SJK Seinäjoki, který hraje ve Veikkausliize. Kapacita stadionu dosahuje 5,817 diváků.
Tým amerického fotbalu Seinäjoki Crocodiles zde hrál své domácí zápasy, jako oslavu 30. výročí od založení klubu, během sezóny 2017.

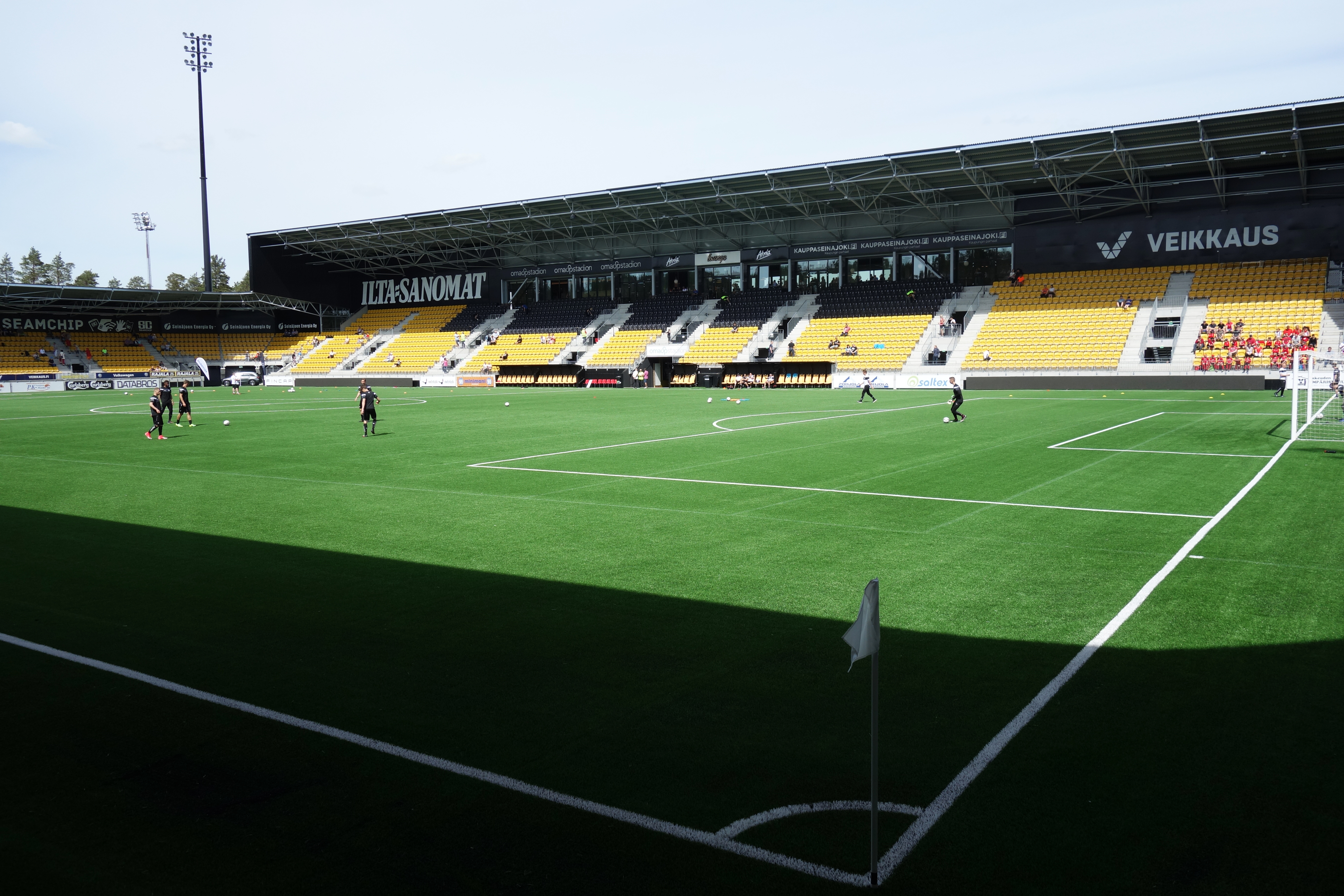
OmaSP Stadion

OmaSP Stadon také hostil ME ve fotbale do 21 let 2018.